# 1,1-二苯基-2-苦基肼
1,1-二苯基-2-苦基肼是一种有机化合物，化学式为C18H13N5O6。它经二氧化铅或高锰酸钾氧化，可用于制备1,1-二苯基-2-三硝基苯肼自由基（DPPH）。

## 合成
1,1-二苯基-2-苦基肼可由1,1-二苯肼盐酸盐和苦基氯在碳酸钠存在下反应制得。